# Natalina Sanguinetti
Natalina Sanguinetti (ur. 25 grudnia 1940 w Genui) – włoska florecistka, dwukrotna medalistka mistrzostw świata.
Podczas mistrzostw świata w Buenos Aires w 1962 roku Irene Camber, Bruna Colombetti, Giovanna Masciotta, Antonella Ragno i Natalina Sanguinetti zdobyły brąz w zawodach drużynowych. W tej samej konkurencji zdobyła też brązowy medal na mistrzostwach świata w Gdańsku rok później.
Na igrzyskach olimpijskich w Tokio w 1964 roku we florecie drużynowym zajęła czwarte miejsce. Był to jej jedyny start olimpijski.